# Puerto de Luna
Puerto de Luna – jednostka osadnicza w Stanach Zjednoczonych, w stanie Nowy Meksyk, w hrabstwie Guadalupe.